# Pěstní klín

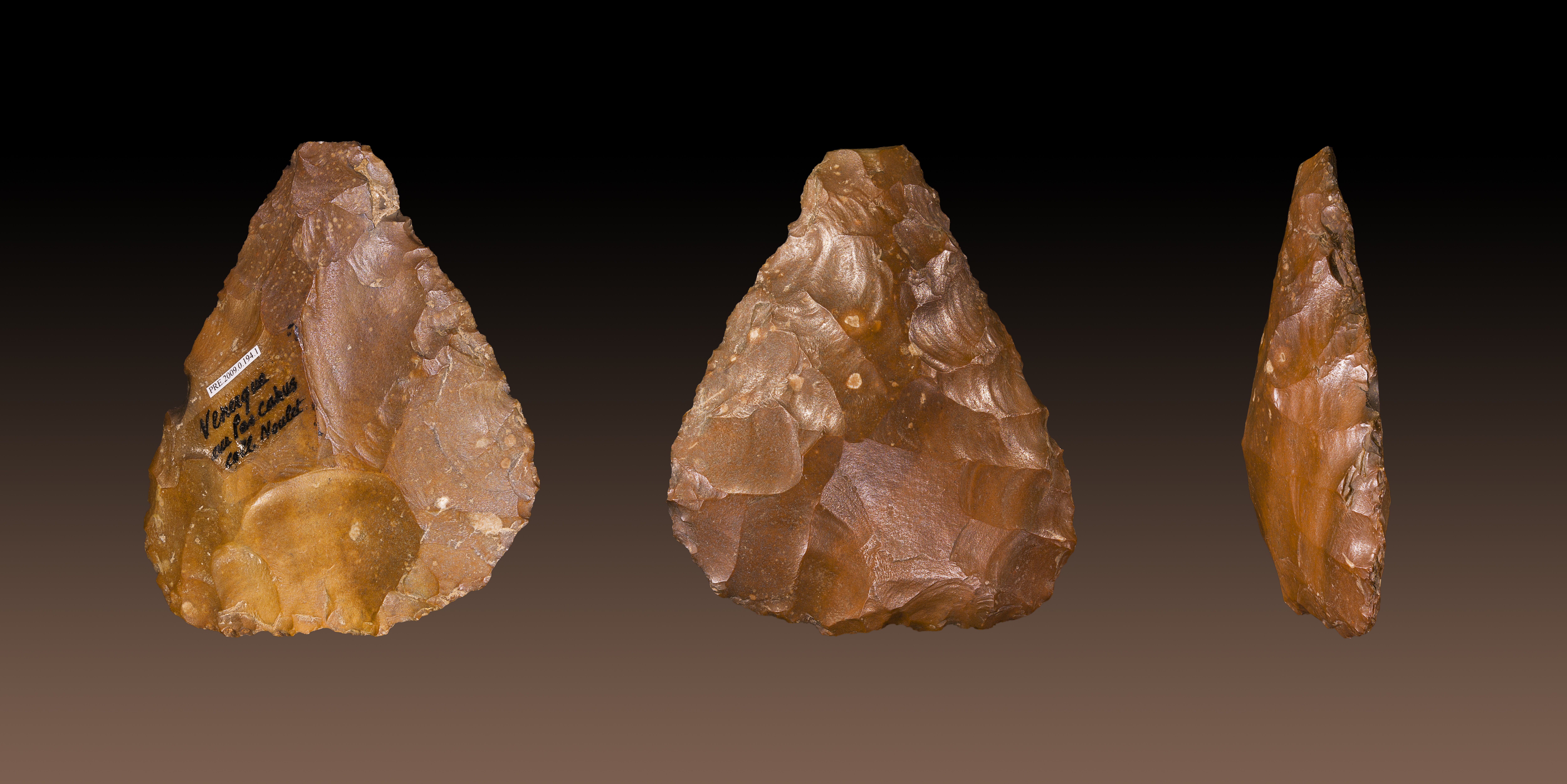
Pěstní klín

Pěstní klín je klín a univerzální nástroj mandlového tvaru ze starého a středního paleolitu. Byl používán k sekání, bodání a řezání. Sloužil k úpravě ulovených zvířat nebo k oddělení masa od kůže. Patřil i mezi zbraně. Jeho průřez je oboustranně vyklenutý, spodní část je tupá. Horní část je ostrá, hrotitého či oválného tvaru. Drží se v ruce. Tento nástroj je velice symetrický. Někdy je též přirovnáván ke kapce vody.
Pěstní klín je nejčastěji vyroben z pazourku.